# Potentiel de Rydberg-Klein-Rees
Le potentiel de Rydberg-Klein-Rees, en abrégé potentiel RKR, est un potentiel interatomique de molécules diatomiques basé sur une approche semi-classique, recalé sur un spectre rovibrationnel mesuré. Il est dû à Ragnar Rydberg, et Oskar Klein qui l'ont mise au point (1932) et Albert Lloyd George Rees qui a proposé une méthode d'approximation numérique (1947).
La méthode a été généralisée au domaine quantique grâce à une approche perturbative par Kosman et Hinze (1975).

## Du potentiel au spectre

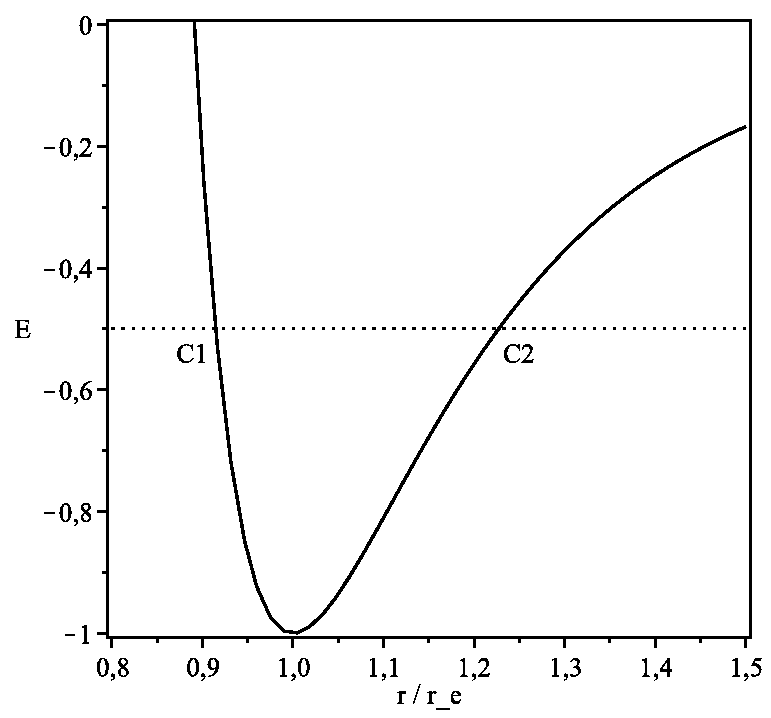
Figure 1 - Principe de la méthode RKR.

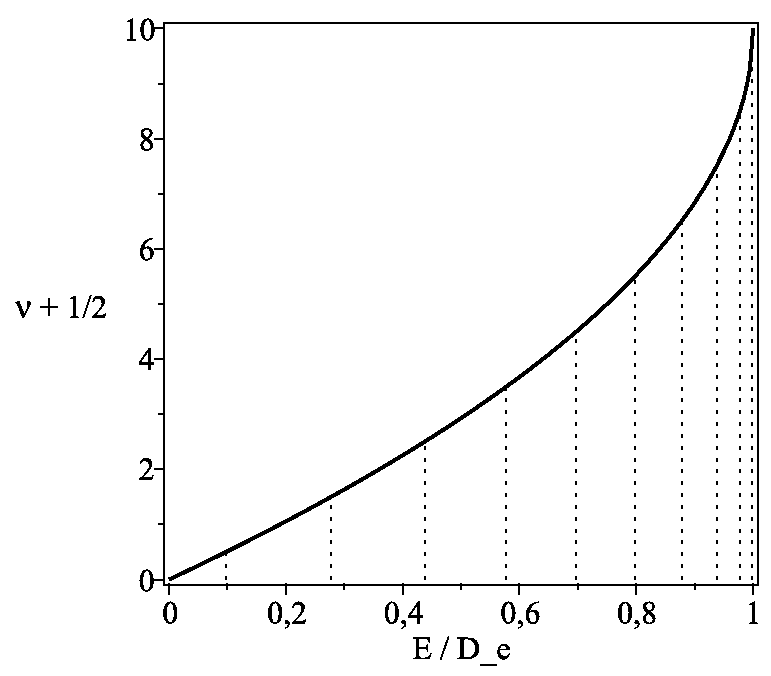
Figure 2 - Quantification. est la profondeur du puits de potentiel.

Dans l'approximation Brillouin-Kramers-Wentzel l'équation de Schrödinger s'écrit :
{\displaystyle \left[-{\frac {\hbar ^{2}}{2m}}{\frac {d^{2}}{dr^{2}}}+V_{J}(r)\right]\psi (r)=E\,\psi (r)\,,\quad V_{J}(r)=V(r)+{\frac {\hbar ^{2}}{2mr^{2}}}J(J+1)}
où :
- {\displaystyle m=\left(m_{1}^{-1}+m_{2}^{-1}\right)^{-1}} : masse réduite des deux atomes,
- {\displaystyle V(r)} : potentiel électronique,
- {\displaystyle J} : nombre quantique du moment angulaire total,
- {\displaystyle \psi (r)} : fonction d'onde,
- {\displaystyle E} : énergie.

La solution est recherchée sous la forme suivante :
{\displaystyle \psi (r)=e^{\frac {iS(r)}{\hbar }}}
En reportant dans l'équation de Schrödinger on obtient :
{\displaystyle i\hbar {\frac {d^{2}S}{dr^{2}}}-\left({\frac {dS}{dr}}\right)^{2}+2m(E-V_{J})=0}
Compte tenu de la valeur de {\displaystyle \hbar } on peut négliger le premier terme de cette équation dont la solution est alors :
{\displaystyle S(r)\simeq \pm \hbar \int _{0}^{r}Q(r')dr'\,,\quad Q(r)={\sqrt {{\frac {2m}{\hbar ^{2}}}(E-V_{J})}}}
En dérivant cette expression et en reportant dans l'équation de Schrödinger on obtient une solution à l'ordre 1 de la fonction d'onde :
{\displaystyle \psi ^{(1)}(r)={\frac {A}{\sqrt {|Q(r)|}}}e^{\pm i\int _{0}^{r}Q(r')dr'}}
Cette approximation n'est pas bonne dans le voisinage des points tournants (points C1 et C2 de la figure 1) où {\displaystyle Q\simeq 0}. Toutefois une approximation linéaire locale du potentiel est possible : la solution correspondante est une fonction d'Airy.
La condition de quantification est que l'intégrale de Q entre C1 et C2 soit un multiple demi-entier de π.
{\displaystyle \left(\nu +{\frac {1}{2}}\right)\pi =\int _{r_{1}}^{r_{2}}Qdr}
où {\displaystyle \nu } est le nombre quantique vibrationnel.
Il s'agit d'une équation sur les valeurs propres illustrée sur la figure 2 :
{\displaystyle {\sqrt {\frac {2m}{\hbar ^{2}}}}\int _{r_{1}(E)}^{r_{2}(E)}\left(E-V_{J}\right)^{\frac {1}{2}}dr=\left(\nu +{\frac {1}{2}}\right)\pi }

## Du spectre au potentiel
Il existe diverses méthodes permettant de remonter au potentiel à partir de la donnée du spectre. Elles sont basées sur deux types d'approche.

### Potentiel modèle
La première méthode consiste à utiliser un potentiel analytique comme le potentiel de Dunham basé sur un développement autour de la position d'équilibre définie par {\displaystyle r=r_{e}}. Ce potentiel s'écrit :
{\displaystyle V(r)=a_{0}\xi ^{2}\left(1+a_{1}\xi +a_{2}\xi ^{2}+a_{3}\xi ^{3}+...\right)\,,\quad \xi ={\frac {r_{-}r_{e}}{r_{e}}}<1}
De même :
{\displaystyle {\frac {\hbar ^{2}}{2mr^{2}}}J(J+1)={\frac {\hbar ^{2}}{2mr_{e}^{2}}}J(J+1)\left(1-2\xi +3\xi ^{2}-4\xi ^{3}+...\right)}
La condition de quantification devient :
{\displaystyle E(\nu ,J)=\sum _{i=0}\sum _{j=1}Y_{i,j}(a_{k})\left(\nu +{\frac {1}{2}}\right)^{j}[J(J+1)]^{i}}
Les coefficients {\displaystyle Y_{i,j}} s'expriment en fonction des constantes spectroscopiques. En ne retenant que les premiers termes du développement on reconnait le potentiel de Morse. Cette méthode a l'avantage de donner une expression analytique du potentiel mais est d'une précision limitée au grandes valeurs de r.

### Approche directe
On utilise aujourd'hui un calcul direct basé sur l'approche de Klein et Rees après avoir levé les singularités apparaissant dans les expressions. Ce calcul permet d'obtenir les points tournants par de simples quadratures.